# Autostrada A410 (Franța)
Autostrada A410 este o autostradă franceză scurtă, cu o lungime de 25 km, care servește drept legătură între A40, venind de la Chamonix, și A41, în direcția Grenoble.
Concesionată în întregime companiei AREA, autostrada A410 a purtat inițial numărul A41 până la 22 decembrie 2008, dată la care a fost pusă în funcțiune noua secțiune a A41 între Annecy și Geneva. Este o autostradă cu taxă între A41 și ieșirea 19.
Autostrada A410 include o pereche de zone de servicii și o pereche de zone de odihnă pe secțiunea sa cu taxă.

## Istoric
Declarații de utilitate publică:
- 17.02.1976: Întregul traseu al autostrăzii (A41 - A40) a fost aprobat ca legătură rutieră[1][2].
- 05.04.1977: Declarația de utilitate publică (DUP) a fost declarată urgentă[3].

Puneri în funcțiune:
- 17.07.1981: Întregul traseu al autostrăzii (A41 - A40) a fost finalizat.
- 1989: A fost deschis nodul rutier de La Roche-sur-Foron (ieșirea 19, partea de nord).

## Traseu
| De la A41 până la ieșirea 19, secțiunea este cu taxă și concesionată companiei AREA.  | |        |
| A41 E712                                                                              | |        |
| Intersecție                                                                           | Nod rutier între A41 și A410: Paris, Lausanne, Geneva, Annemasse (nod rutier parțial).                                                                  | A41    |
| 18 - Allonzier                                                                        | Orașe deservite: Cruseilles, Allonzier-la-Caille. | RD1201 |
| A410 E712                                                                             | |        |
|                                                                                       | Zonă de servicii: Groisy (sens Chamonix-Annecy); Les Crêts Blancs (sens Annecy-Chamonix).                                                               |        |
|                                                                                       | Col d'Evires (803 m) |        |
|                                                                                       | Zone de odihnă: Évires (sens Chamonix-Annecy); Etaux (sens Annecy-Chamonix).                                                                            |        |
| 19 - La Roche-sur-Foron                                                               | Orașe deservite: Reignier-Esery, La Roche-sur-Foron. | RD1203 |
| De la ieșirea 19 până la A40, secțiunea este gratuită și concesionată companiei AREA. | |        |
| A410 E712                                                                             | |        |
| Intersecție                                                                           | Nod rutier între A40 și A410: Paris, Thonon-les-Bains, Évian-les-Bains, Geneva, Annemasse; Torino, Milano prin Tunelul Mont Blanc, Chamonix-Mont-Blanc. | A40    |
| A40 E25                                                                               | |        |